# Биллион
Биллио́н (фр. billion) — наименование чисел-степеней тысячи.

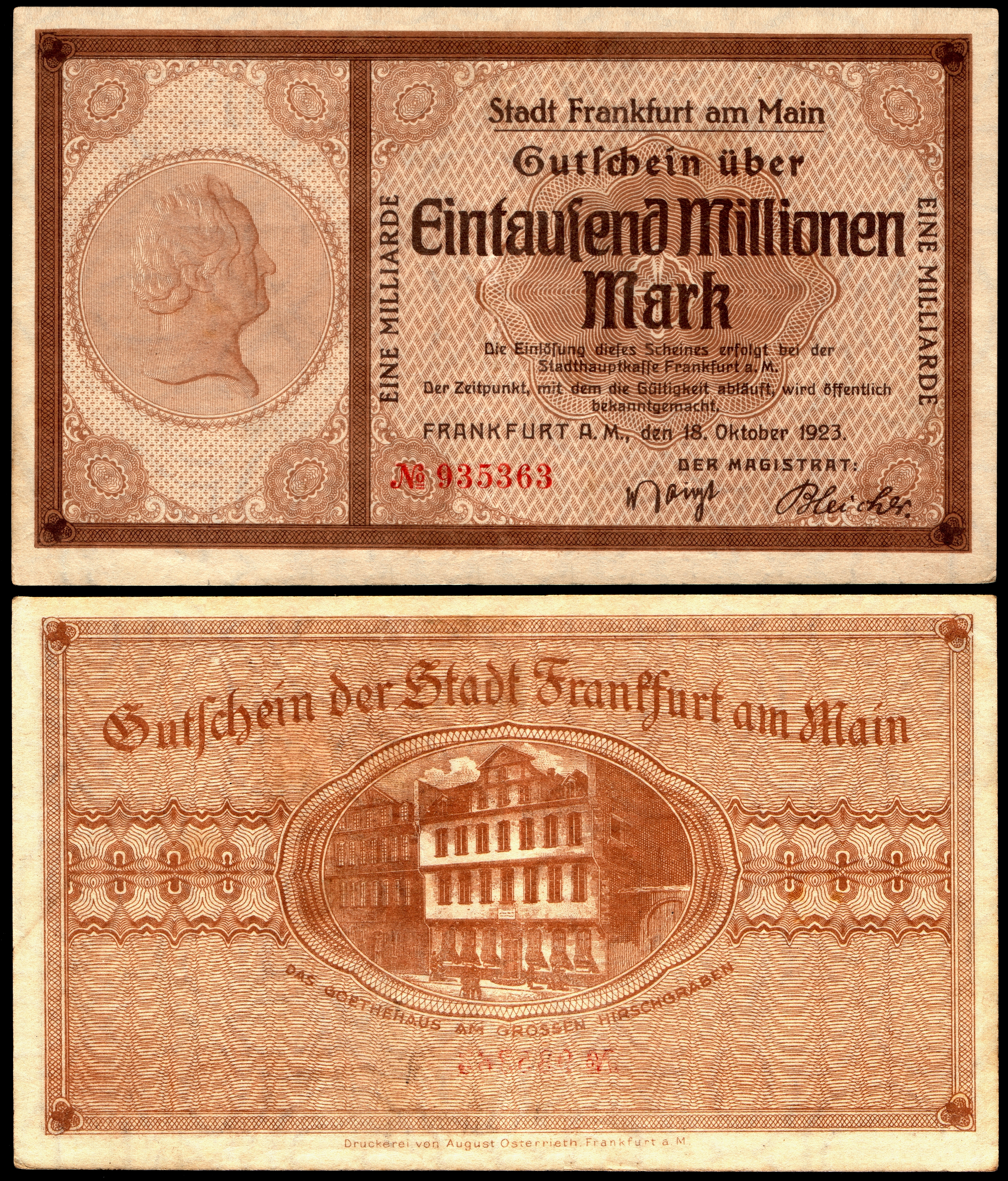
Банкнота в миллиард марок (1923 год) выпущенная во Франкфурте.

В разных системах наименования чисел соответствует числу, изображаемому как единица с:
- 9 нулями (1 000 000 000=109, тысяча миллионов, то есть миллиард) в системе наименования чисел с короткой шкалой;
- 12 нулями (1 000 000 000 000=1012, миллион миллионов) в системе наименования чисел с длинной шкалой.

В некоторых странах, использующих систему наименования чисел с короткой шкалой, в том числе и в России, название «биллион» не используется, а числа с 9 и 12 нулями называются соответственно «миллиард» и «триллион».

## История
Слово было использовано французским математиком Николя Шюке для обозначения числа 1012 (миллион миллионов — биллион).